# Katastrofa lotu Singapore Airlines 006

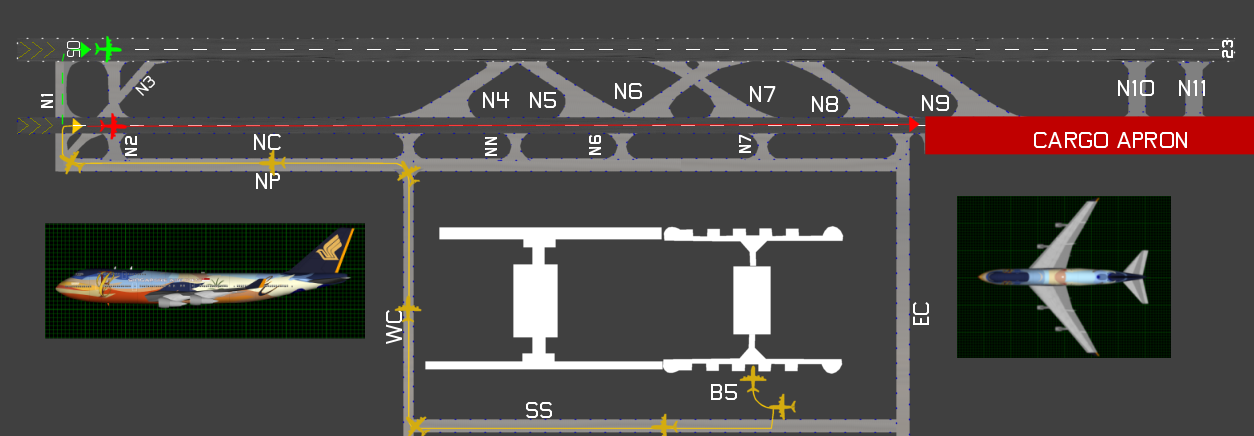
Przebieg trasy Jumbo Jeta

Katastrofa lotu Singapore Airlines 006 – katastrofa lotnicza, do której doszło 31 października 2000. Boeing 747-412, należący do linii Singapore Airlines, lecący z Taoyuan do Los Angeles, uderzył w maszynę budowlaną stojącą na remontowanym pasie startowym kilka chwil po starcie, w wyniku pomylenia przez pilotów pasa startowego. W wyniku katastrofy zginęły 83 osoby, a 96 osób zostało uratowanych (71 rannych oraz 25 bez obrażeń).

## Samolot
Boeing 747-412 (nr rej. 9V-SPK) miał 3 lata, w sumie przed wypadkiem w Taoyuan wylatał 18459 godzin.

## Przebieg lotu
Maszyna wystartowała z Singapuru do Los Angeles z międzylądowaniem w Taoyuan. Planowany start z Taoyuan miał odbyć się o 22:55. Piloci mieli kołować do pasa 05L, a zaczęli rozbieg po nieczynnym pasie 05R (chociaż 05R i 05L miały tę samą długość pasa), drogami "Sierra Sierra West Cross" i "November Papa". Lotnisko nie było wyposażone w ASDE, czyli podstawowy radar, który pozwala kontrolerom monitorować ruchy statków powietrznych na ziemi. W czasie startu nad lotniskiem panowały złe warunki atmosferyczne – padał ulewny deszcz. O godz. 23:18 samolot zaczął kołować po pasie startowym 05R (zamiast wyznaczonym 05L).
Piloci rozpoczęli rozbieg po pasie 05R. Ze względu na złą widoczność spowodowaną ulewnym deszczem, piloci nie widzieli: dwóch koparek, dwóch walców, jednego małego spychacza i kompresora powietrza, które stały na pasie. Maszyna uderzyła w te pojazdy, przez co w samolocie oderwało się podwozie, a przednia część maszyny została kompletnie zniszczona. Samolot rozpadł się na 2 części i stanął w płomieniach. Zginęły 83 osoby.

## Przyczyny katastrofy
Przyczyną tragedii był ulewny deszcz i spowodowana nim zła widoczność, przez którą piloci nie zorientowali się, że znajdują się na niewłaściwym pasie startowym 05R – zamiast 05L. W momencie katastrofy pas 05R był w trakcie remontu, trwającego od 13 września do 22 listopada. Winą obarczono również pilotów, którzy nie zwrócili uwagi na to, że są na niewłaściwym pasie, w wyniku czego zostali zwolnieni
.

## Narodowości załogi i pasażerów lotu 006
| Kraj              | Liczba osób na pokładzie ogółem | Ofiary śmiertelne | Ocaleni |
| ----------------- | ------------------------------- | ----------------- | ------- |
| Tajwan            | 57                              | 26                | 31      |
| Stany Zjednoczone | 47                              | 24                | 23      |
| Singapur          | 28                              | 12                | 16      |
| Indie             | 11                              | 10                | 1       |
| Malezja           | 9                               | 4                 | 5       |
| Indonezja         | 5                               | 1                 | 4       |
| Wielka Brytania   | 4                               | 2                 | 2       |
| Meksyk            | 3                               | brak              | 3       |
| Nowa Zelandia     | 2                               | brak              | 2       |
| Tajlandia         | 2                               | brak              | 2       |
| Wietnam           | 2                               | 1                 | 1       |
| Australia         | 1                               | brak              | 1       |
| Filipiny          | 1                               | 1                 | brak    |
| Hiszpania         | 1                               | brak              | 1       |
| Holandia          | 1                               | 1                 | brak    |
| Irlandia          | 1                               | brak              | 1       |
| Japonia           | 1                               | 1                 | brak    |
| Kambodża          | 1                               | brak              | 1       |
| Kanada            | 1                               | brak              | 1       |
| Niemcy            | 1                               | brak              | 1       |
| Razem             | 179                             | 83                | 96      |